# Rue Monsigny
Pour les articles homonymes, voir Monsigny.
La rue Monsigny est une voie publique parisienne située dans le quartier Gaillon, dans le 2e arrondissement de Paris.

## Origine du nom
Elle porte le nom du compositeur français Pierre-Alexandre Monsigny (1729-1817).

## Historique
Située au voisinage de l’ancienne salle Ventadour et ouverte en 1825 sous le nom de « rue Neuve-Ventadour », elle porte son nom actuel depuis 1829. La partie située entre les rues Saint-Augustin et du Quatre-Septembre a, quant à elle, été ouverte en 1868, en même temps que l'on perçait la rue du Quatre-Septembre.
Une attaque terroriste au couteau y est commise le 12 mai 2018.

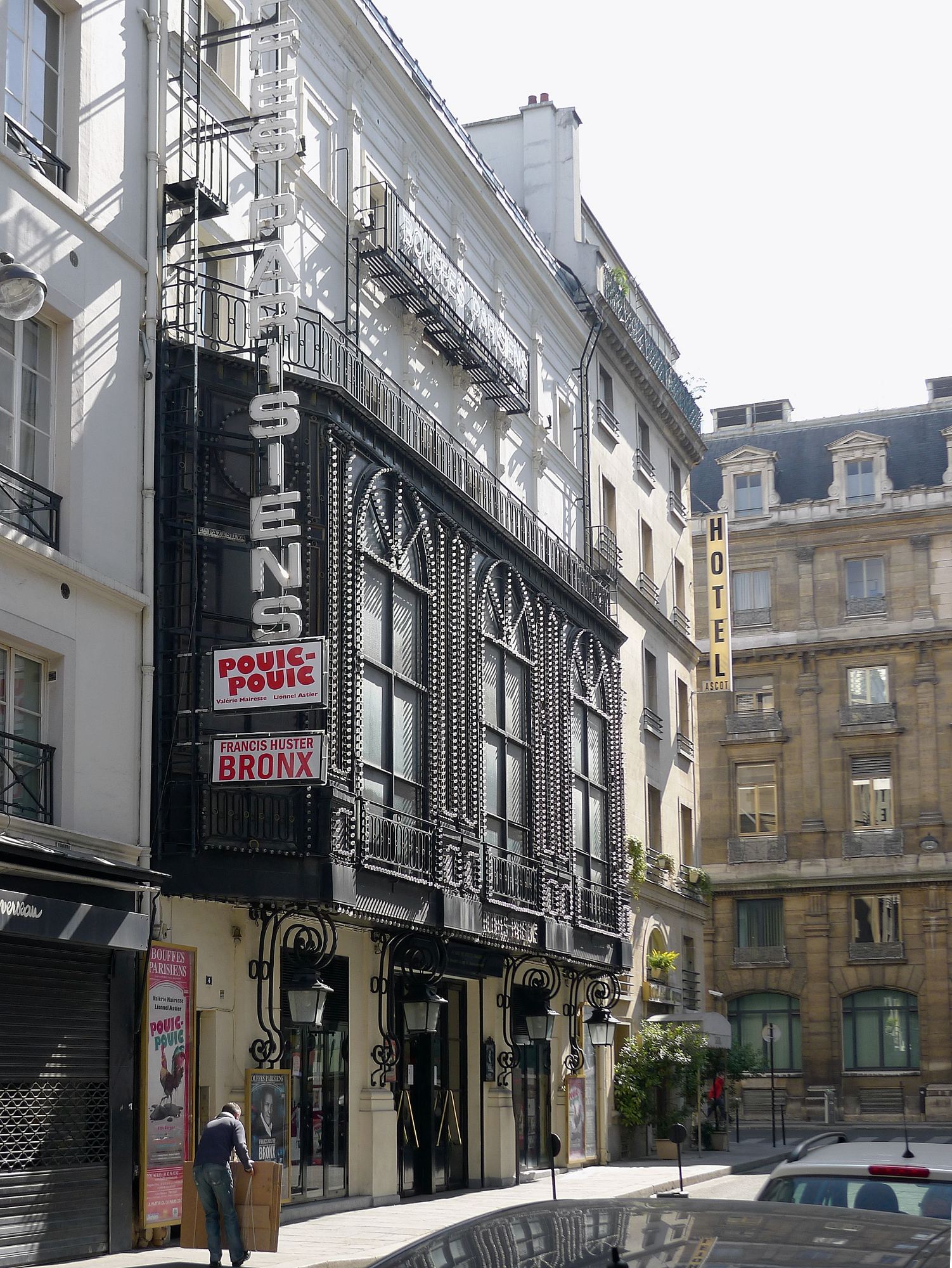
Théâtre des Bouffes-Parisiens.

## Pour approfondir